# Boicot de la Liga Árabe a Israel
El boicot de la Liga Árabe a Israel es una estrategia adoptada por la Liga Árabe para boicotear las relaciones económicas y de otra índole entre los Estados y ciudadanos árabes e Israel, y específicamente para detener todo intercambio económico con Israel que contribuye a fortalecerlo económica y militarmente.
Ya antes de la declaración del Estado de Israel, se produjeron boicots de baja escala a instituciones judías y sionistas. Sin embargo, un boicot oficial y organizado fue adoptado por la Liga Árabe después de la guerra de independencia de Israel en 1948. La implementación del boicot ha variado a través de los años y ha perdido fuerza, ya que algunos Estados ya no toman parte del boicot.
Egipto (1979), la Autoridad Palestina (1993) y Jordania (1994) firmaron acuerdos de paz que terminaron su participación en el boicot a Israel. Mauritania, que nunca fue parte del boicot, estableció relaciones diplomáticas con Israel en el año 1999. Argelia, Marruecos y Túnez no forman parte del boicot.
En el año 1994, siguiendo los Acuerdos de Oslo, el Consejo de Cooperación para los Estados Árabes del Golfo (CCEAG), finalizó su participación en el boicot a Israel. La medida provocó una oleada de inversiones en Israel, y dio lugar a la iniciación de proyectos conjuntos de cooperación entre Israel y los países árabes. En el año 1996, el CCEAG reconoció que la total eliminación del boicot es necesaria para la paz y el desarrollo económico de la región.
Mientras que en su apogeo, el boicot árabe tenido un impacto negativo moderado sobre la economía y el desarrollo de Israel, también tuvo efecto negativo significativo en el bienestar económico de los países árabes que participan, como resultado de un deterioro en el clima de inversión extranjera directa en el mundo árabe, y la reducción en el volumen de comercio en los países árabes participantes. En nuestros días, el boicot se aplica de forma esporádica y ambiguamente forzada, y por lo tanto, ya no tiene efecto significativo en las economías israelíes o árabes.

## Boicot organizado contra Israel
Oficialmente, el boicot de la Liga Árabe cubre tres áreas:
- Los productos y servicios que se originan en Israel (conocido como el "boicot primario" y todavía en vigor en muchos estados árabes).
- Las empresas de los países no árabes que hacen negocios con Israel ("boicot secundario").
- Negocios de barcos o aviones que pasan por puertos israelíes ("boicot terciario").

La lista de boicot se mantuvo por una oficina especial dentro de la Liga Árabe llamada la "Oficina Central del Boicot". Cada estado de la Liga Árabe participante tiene su propia oficina nacional. La Oficina Central del Boicot siempre ha tenido su sede en Damasco.

## Restricciones de pasaporte
Además de los bienes y negocios, algunos países niegan la entrada a los viajeros que utilizan un pasaporte israelí o con cualquier sello israelí en el pasaport . El sello puede ser un sello de visa, o un sello de entrada o salida. También puede incluir un sello de otro país que indica que la persona ha entrado en Israel. 

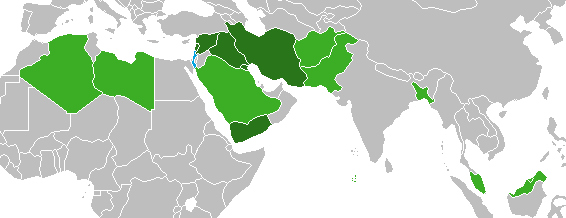
Leyenda:
Israel
Países que no admiten pasaportes Israelíes
Países que no admiten pasaportes con sellos israelíes o cualquier otra indicación de una conexión con Israel

Los países con restricción 
| País                   | Pasaporte Israelí                                                                                              | Sellos israelíes o cualquier otra indicación de una conexión con Israel |
| ---------------------- | --- | ----------------------------------------------------------------------- |
| Argelia                | Admisión negada                                                                                                | N/A                                                                     |
| Bangladés              | Admisión negada                                                                                                | N/A                                                                     |
| Brunéi                 | Admisión negada                                                                                                | Admisión negada                                                         |
| Comoras                | Admisión negada                                                                                                | Admisión negada                                                         |
| Yibuti                 | Admisión negada                                                                                                | N/A                                                                     |
| Irán                   | Admisión negada                                                                                                | Admisión negada                                                         |
| Irak                   | Admisión negada                                                                                                | Admisión negada                                                         |
| Kuwait                 | Admisión negada                                                                                                | Admisión ocasionalmente negada                                          |
| Líbano                 | Admisión negada                                                                                                | Admisión negada                                                         |
| Libia                  | Admisión negada                                                                                                | Admisión negada                                                         |
| Malasia                | Admisión generalmente negada, solo permitida con una carta de aprobación por parte del Ministerio del Interior | N/A                                                                     |
| Mauritania             | Admisión negada                                                                                                | Admisión negada                                                         |
| Omán                   | Admisión negada                                                                                                | Admisión ocasionalmente negada                                          |
| Paquistan              | Admisión negada                                                                                                | Admisión negada                                                         |
| Catar                  | N/A | Admisión ocasionalmente negada                                          |
| Arabia Saudita         | Admisión negada                                                                                                | Admisión negada                                                         |
| Sudán                  | Admisión negada                                                                                                | Admisión negada                                                         |
| Siria                  | Admisión negada                                                                                                | Admisión negada                                                         |
| Túnez                  | Admisión negada                                                                                                | Admisión ocasionalmente negada                                          |
| Emiratos Árabes Unidos | Admisión negada                                                                                                | N/A                                                                     |
| Yemen                  | Admisión negada                                                                                                | Admisión negada                                                         |

## Efectos económicos
Aunque no se puede estimar en qué medida lastimó el boicot Economía de Israel, se puede decir que no ha afectado a la medida que los países árabes hubieran querido. La economía de Israel ha funcionado relativamente bien desde 1948, logrando un producto interno bruto per cápita más alto que el de todos los países árabes a excepción de los Estados del Golfo ricos en petróleo de Kuwait y Catar. Sin embargo el boicot sin duda, ha perjudicado a Israel en cierta medida. La Cámara de Comercio de Israel estima que con el boicot exportaciones israelíes son 10 por ciento menos de lo que serían sin el boicot y la inversión en Israel es igualmente 10 por ciento menor que lo que sería sin el boicot.
Estados árabes sufren económicamente del boicot también. En su informe sobre el coste de los conflictos en el Medio Oriente , Strategic Foresight Group estima que los estados árabes perdieron la oportunidad de exportar $ 10 mil millones de dólares en bienes a Israel entre 2000-2010 [cita requerida]. Por otra parte, los estados árabes del Golfo Pérsico e Irán juntos podrían perder $ 30 mil millones como el costo de oportunidad de no exportar petróleo a Israel en la segunda mitad de la década.
A pesar del boicot, productos israelíes llegan a menudo a los mercados árabes en países de boicot.Chipre es el mayor punto de transbordo. En el 2001, Chipre importó $164 millones en productos israelíes, pero solo exportó 27,5 millones de dólares a Israel. Es probable que la mayor parte de ese enorme resto comercial israelí acaba en el mundo árabe. [cita requerida]Hay que entender que los productos israelíes no son boicoteados en los territorios palestinos porque la economía palestina está colonizada y no hay bienes sustitutivos y a menudo llegan al mundo árabe a través de los palestinos.

## El debilitamiento del boicot

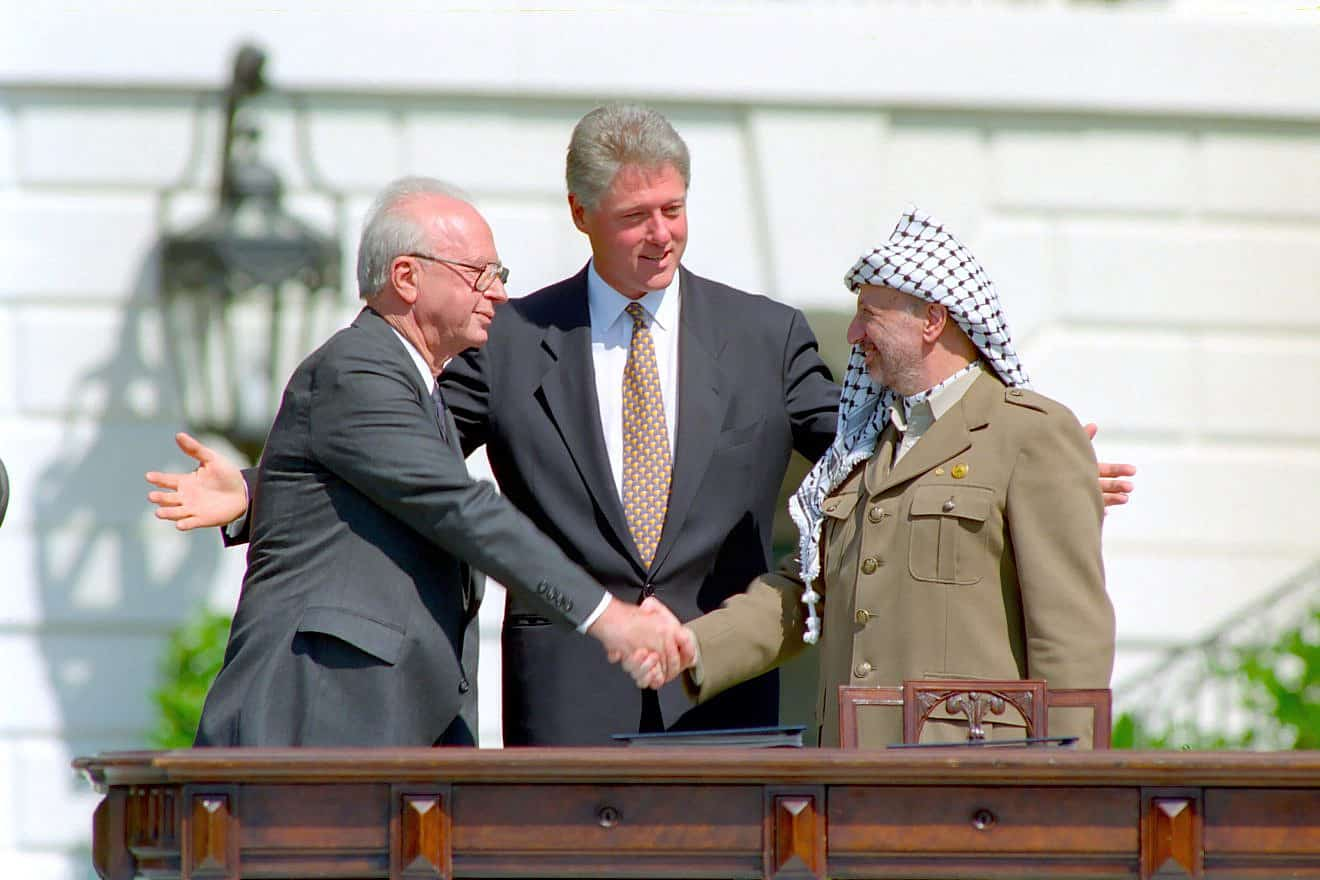
A raíz de los Acuerdos de Paz de Oslo, el Consejo de Cooperación para los Estados Árabes de los estados del Golfo, puso fin a su participación en el boicot árabe contra Israel, y declaró que la eliminación total del boicot es un paso necesario para la paz y el desarrollo económico en la región.

En 1977, el congreso de los Estados Unidos aprobó una ley que el entonces Presidente Jimmy Carter firmó, y según el cual las multas se aplicaría a las empresas estadounidenses que cooperan con el boicot. Para la vigilancia después de la aplicación de esta ley, una oficina llamada "Oficina de cumplimiento Antiboicot" fue inaugurada en los Estados Unidos como parte del Departamento de Comercio de Estados Unidos. 
Hoy en día, la mayoría de los estados árabes, siendo Siria la excepción, ya no tratan de hacer respetar los boicots secundarios o terciarios. Como se relajó el boicot (o más bien, no es estrictamente aplicado) a partir de finales de 1980 y principios de 1990 , muchas empresas que anteriormente se quedaron fuera del mercado israelí entraron en él, por ejemplo, McDonald's y Nestlé. En 1985, la prohibición fue levantada en Ford, que había estado en vigor desde que la compañía había abierto una planta de ensamblaje en Israel , y Colgate-Palmolive, aunque otras cinco empresas se han añadido a la lista negra.
Egipto fue el primer país en abandonar el boicot , al hacerlo en el año 1980. Jordania ha seguido en 1995. La Autoridad Nacional Palestina Asimismo, se comprometió a no acatar el boicot en 1995. En 1994 varios de los estados árabes del Golfo Pérsico abandonaron los boicots secundarios y terciarios.

## Acontecimientos recientes
Durante la Intifada de Al-Aqsa Se hicieron llamamientos para una renovación del boicot y el consejo boicot finalmente se reunió de nuevo. Sin embargo, estas reuniones no llegaron a nada. En el 2005, poco después del Plan de retirada unilateral israelí, Baréin anunció que se retiraba del boicot. La retirada de Baréin del boicot fue con el fin de facilitar la aprobación de los acuerdos de libre comercio entre Baréin y los Estados Unidos. La decisión de abandonar el boicot provocó duras críticas de este movimiento por parte del público de Baréin, y el 11 de octubre, el parlamento de Baréin votó a favor de una resolución no vinculante pidiendo a Baréin para volver a participar en el boicot.
En el año 2005, Arabia Saudita anunció el fin de la prohibición de los bienes y servicios israelíes, sobre todo debido a su aplicación a la Organización Mundial del Comercio, donde es ilegal que un país miembro prohíba el comercio con otro. Sin embargo, a partir del verano de 2006 el boicot no fue cancelado .

El 16 de mayo de 2006, después de la conferencia de cuatro días de la Oficina de Boicot árabe en Damasco, Siria,
una "fuente cercana a la conferencia", informó que "la mayoría de los países árabes están evadiendo el boicot, en particular los estados Golfo Pérsico y especialmente Arabia Saudita... El boicot se deterioró mucho, e incluso casi se derrumbó ... no debemos mentimos el uno del otro , ya que el boicot esta casi paralizado" 
Sin embargo, reportado por el Jerusalem Post se ha encontrado que muchos países y entidades todavía están haciendo cumplir los aspectos del boicot , incluyendo a los Emiratos Árabes Unidos y su firma Dubai Ports World, y el Sultanate of Oman.